# Максимова, Надежда Тимофеевна
Надежда Тимофеевна Максимова (1926 — ?) — советский инженер, технолог машиностроения, лауреат Государственной премии СССР (1967).
Член ВКП(б)/КПСС с 1947 г.
Окончила Ижевский индустриальный техникум (1945) и Ленинградский политехнический институт им. Калинина (1951).
В 1951—1962 инженер на заводе «Электросила». С 1962 г. ведущий инженер по гидрогенераторам Ленинградского филиала ВНИИ электромеханики (ВНИИЭМ).
Лауреат Государственной премии СССР (1967, в составе коллектива) — за создание гидрогенераторов для Братской ГЭС, в то время — самых мощных в мире.